# 卡利尼什夫卡
49°4′58″N 28°38′43″E / 49.08278°N 28.64528°E
卡利尼什夫卡（烏克蘭語：Кальнишівка），是烏克蘭的村落，位於該國西南部文尼察州，由文尼察區負責管轄，始建於1738年，面積0.8平方公里，海拔高度271米，2001年人口261，人口密度每平方公里326.25人。